# 斉藤由貴 みえますか? 青春・輝き色
斉藤由貴 みえますか? 青春・輝き色（さいとうゆき　みえますか?　せいしゅん・きらめきいろ）は、ニッポン放送制作で1985年10月～1986年4月に放送されたラジオ番組である。

## パーソナリティ
- 斉藤由貴

## 放送時間
- ニッポン放送での放送時間
  - 毎週土曜日21時30分-22時00分

## 主なコーナー
- 由貴のワイワイ学園
  - 前週に決められたテーマについてどっちが好きか、なぜ好きかを議論
- 今月の読書感想文
  - 毎月の課題図書を決めて、400字詰原稿用紙2枚以内で読書感想文を募集
- 青春という名の相談室
  - 斉藤先生による青少年のお悩み相談
- 由貴のムーンライトシアター
  - 主に恋愛をテーマにしたショートストーリー

## エピソードなど
- 今日の由貴は～色です。という出だしで始まっていた。単純な色ではなく、レンガ色、グレイッシュブルーなどといった色が多かった。
- 当時、主役として出演する1986年4月から放送のNHKの連続テレビ小説"はね駒"の話題がよく出た。
- 卒業シーズンにはデビューシングル卒業をアカペラで披露した。

## 備考
- 番組終了とともに後継番組斉藤由貴 ネコの手も借りたいがスタートしたが、ネット局が大幅に減ったため主に地方のファンは聴くことが出来なかった。ただし90年代に入りほぼ全国ネットになった。